# Oxalate de fer(II)
L'oxalate ferreux (oxalate de fer(II)) est un composé inorganique de formule FeC2O4(H2O)x où x est soit 0 ou 2. C'est un composé orange, peu soluble dans l’eau.

## Structure et réactions
Comme les autres oxalates de fer, les oxalates ferreux présentent des centres octaédriques de fer. Le FeC2O 4 (H2O) x est un polymère de coordination, constitué de chaînes de centres ferreux pontés par un oxalate, chacune avec deux ligands aqua.
Lorsqu'il est chauffé à 120 °C, le complexe se déshydrate et l'oxalate ferreux anhydre se décompose vers 190 °C. Les produits de la décomposition thermique sont un mélange d'oxydes de fer et de métal de fer pyrophorique, ainsi que du dioxyde de carbone, du monoxyde de carbone et de l'eau libérés.
Les oxalates ferreux sont des précurseurs des phosphates de fer, qui sont utilisés dans certaines batteries lithium-ion.

## Occurrence naturelle
L'oxalate de fer(II) anhydre est inconnu parmi les minéraux en 2020. Cependant, le complexe dihydraté est connu sous le nom d'humboldtine,.
Un minéral apparenté, bien que beaucoup plus complexe est la stepanovite, Na[Mg(H2O)6][Fe3+(C2O4)3]·3H2O - un exemple de trioxalatoferrate(III).